# À la recherche du Père Noël (film, 2007)
Pour les articles homonymes, voir À la recherche du Père Noël.
Pour plus de détails, voir Fiche technique et Distribution.
À la recherche de Noël (Christmas is Here Again), est un téléfilm de Noêl d'animation américain réalisé et produit par Robert Zappia diffusé en 2007.
La musique du film est de John Van Tongeren.

## Synopsis
Sophianna, une orpheline infirme, part à la recherche de jouets le sac du Père Noël, (ce qui est une source magique de jouets, car il a été fabriqué à partir de langes du bébé Jésus) qui est volé par Crochu qui veut se venger après l'arrêt du Père Noël distribuer le charbon de Crochu à de mauvais enfants. Elle est aidée dans sa quête par Paul Rocco un des lutins du Père Noël, Éclair un des jeunes rennes du Père Noël, un renard et Charlie un ours polaire.

## Fiche technique
- Réalisateur : Robert Zappia
- Musique : John Van Tongeren

## Voix originales
- Madison Davenport : Sophianna
- Andy Griffith : Père Noël
- Shirley Jones : Victoria Noël
- Daniel Roebuck : Paul Rocco / Jacque
- Brad Garrett : Charlee
- Norm Macdonald : Buster
- Colin Ford : Dart
- Ed Asner : Krads
- Kathy Bates : Miss Dowdy
- Jay Leno : le Narrateur